# 미쓰비시 중공업
미쓰비시 중공업 주식회사(일본어: 三菱重工業株式会社, 문화어: 미쯔비시 중공업 주식회사)는 일본 최대의 중공업 회사이자 군수산업 기업이며, 미쓰비시 그룹의 핵심 3대 기업 중의 하나이다.

## 역사

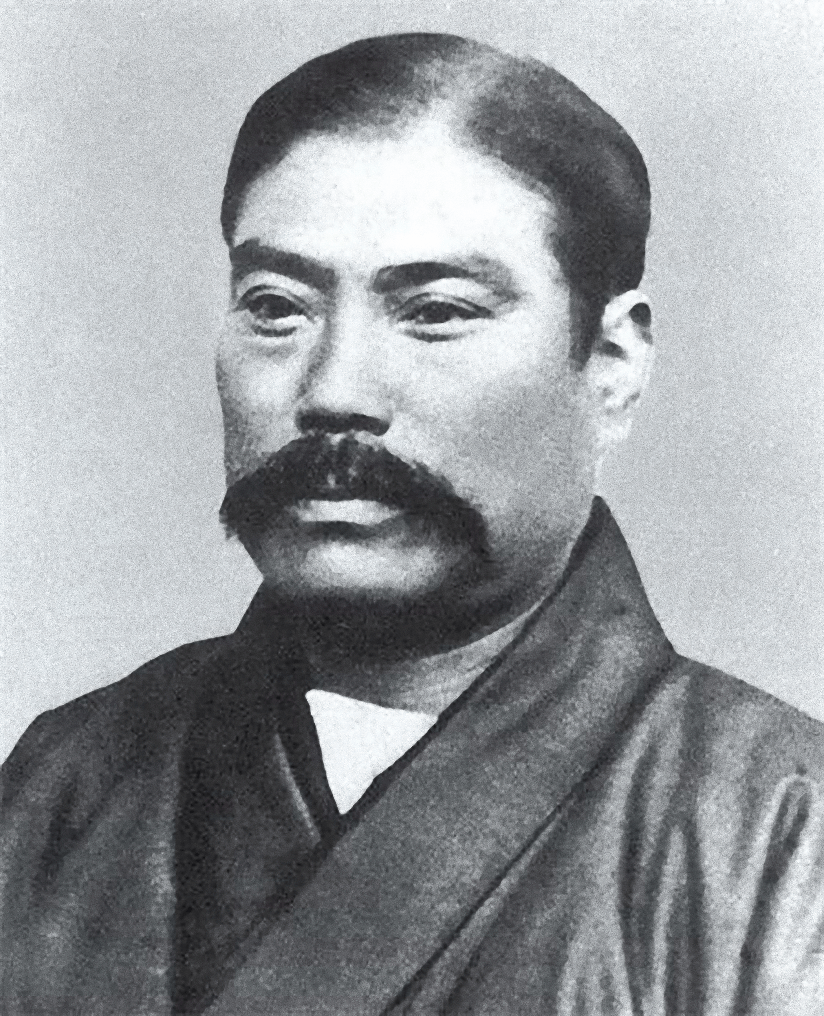
미쓰비시의 설립자인 이와사키 야타로

1870년 미쓰비시의 설립자 이와사키 야타로는 정부 소유의 나가사키 조선소를 리스하여 풀스케일 조선소로 운영한다. 미쓰비시 중공업의 나가사키 조선소는 전후에도 미쓰비시의 핵심 조선소로 남았다. 1934년에 미쓰비시 중공업은 일본 제국 최대의 민간 기업이었으며 전투기, 기차, 전함 등을 제조하였다. 식민지 국민 강제징용으로 유명하며 1950년 한국전쟁 당시 군사 무기를 미국에게 판매하여 많은 소득을 올렸다.
1970년 자동차 사업이 미쓰비시 자동차(대형차 부문은 미쓰비시후소트럭 버스로 분사)로 독립하였다.

## 대한민국 정부 공공기관 발주 사업의 수주

### 아리랑 3호
2009년 1월 12일 미쓰비시 중공업은 한국항공우주연구원(KARI： Korea Aerospace Research Institute)로부터 한국의 다목적 실용위성 3호기(KOMPSAT-3： Korea Multipurpose Satellite-3)의 발사 수송 서비스를 수주했다. 오미야 히데아키 사장이 12일 KARI(원장 이주진)와 한국에서 계약 조인한 것으로, MHI가 해외 고객으로부터 위성 발사를 수주하는 것은 이번이 처음이다.
2009년 1월 16일 대구지역 일본군'위안부'할머니와 함께하는 시민모임은 아소총리방한과 아리랑3호 위성 발사용역 전범기업 미쓰비시 수주 관련한 반민족․반역사적 친일외교 MB정권 규탄 기자회견을 가졌다.

### 당진 화력발전소 9, 10호기 시설공사
2009년 대한민국 충남 당진의 당진 화력발전소 9,10호기 터빈발전부문 우선협상대상자로 미쓰비시·마루베니컨소시엄(터빈발전기) 2곳이 선정되었다.

## 생산제품

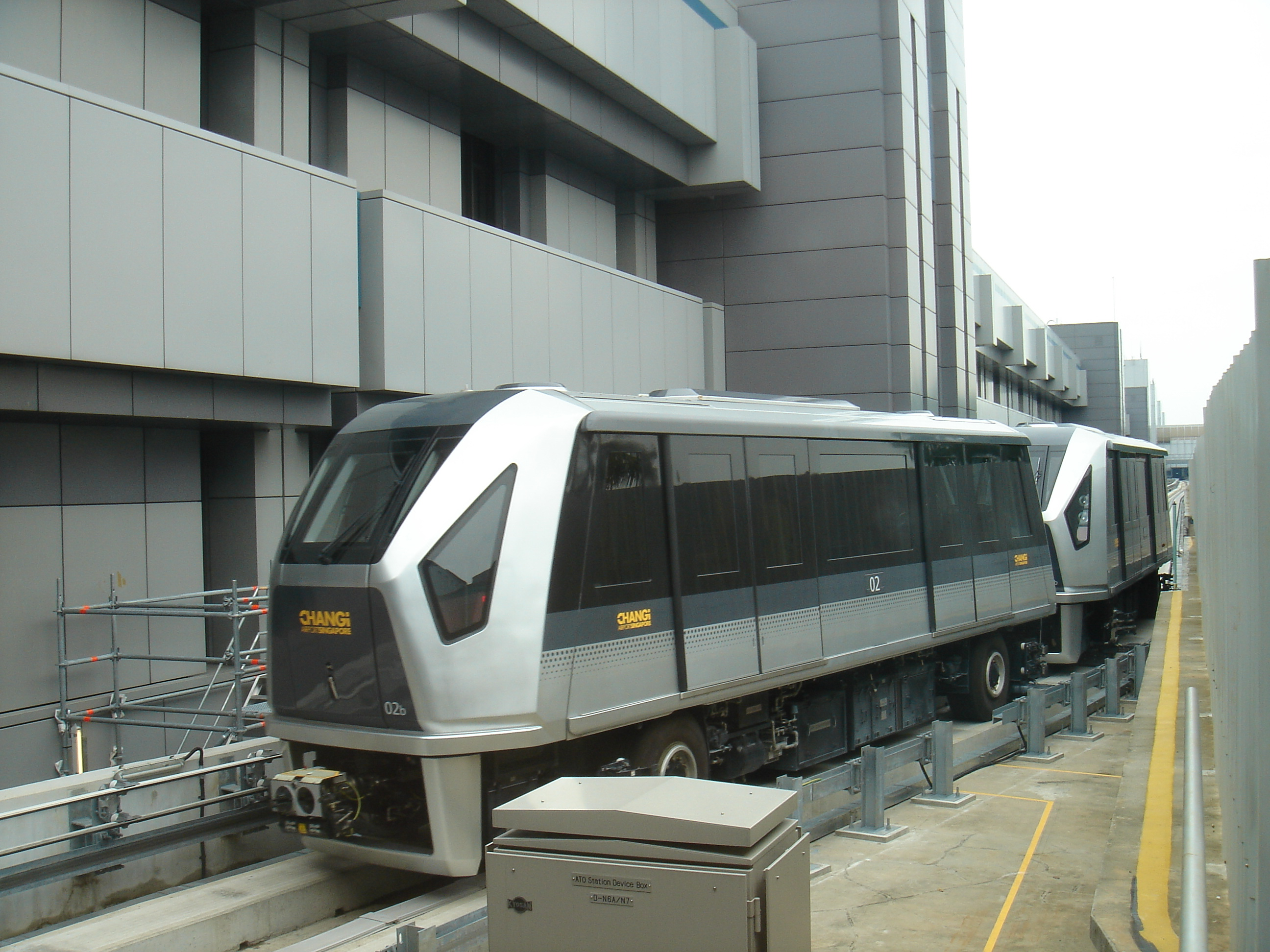
미쓰비시 중공업이 제작한 경전철

- 선박
생산시설: 시모노세키 조선소, 나가사키 조선소
- 발전소
생산시설: 고베 타카사고[4]
- 군용 탱크
생산시설: 사가미하라
- 미사일 - 대전차 미사일 제외.
- 우주발사체 - H-IIA, H-IIB, H-3
- 전투기 - 미쓰비시 F-1, 미쓰비시 F-2, F-35A(면허생산)
- 민간 항공시스템 - 부품, 동체구조물, 완성기 등
생산시설: 아이치현 나고야시 일대
- 각종 기계류
- 풍력 발전소[5]
- 에어컨, 냉장고 - 미쓰비시 그룹의 같은 계열사 미쓰비시 전기와는 별개로 생산, 판매한다.
- 경전철

## 같이 보기
- 히타치 제작소
- 우라와 레드 다이아몬즈